# Adam Christian Thebesius
Adam Christian Thebesius (ur. 12 stycznia 1686 w Sądowlu, zm. 10 listopada 1732) – niemiecki anatom.

## Życiorys
Urodził się w Sądowlu w księstwie wołowskim. Ukończył Szkołę Książęcą w Legnicy, a potem Gimnazjum św. Elżbiety we Wrocławiu. Studiował medycynę w Halle, Lipsku i Lejdzie. Za pracę zawierającą opis morfologii i funkcji zastawek żylnych tytuł doktora przyznał mu w 1708 roku Uniwersytet w Lejdzie. Z powodu śmierci ojca odrzucił propozycję zatrudnienia na tej uczelni, wrócił na Dolny Śląsk i w 1709 r. rozpoczął praktykę w Jeleniej Górze, począwszy od 1715 roku był lekarzem miejskim tego miasta. Pamiętany jest za prace nad krążeniem wieńcowym. W swojej dysertacji doktorskiej De circulo sanguinis in corde opisał m.in. żyły sercowe najmniejsze, był pionierem anatomii i fizjologii krążenia wieńcowego.

## Wybrane prace
- Disputatio medica inauguralis: De circulo sanguinis in corde. Lugduni Batacorum: A. Elzevier, 1708, 1716, 1740; Leipzig, 1739.
- Ophthalmographica.
- De successione morborum.
- Nova theoria aestus maris[1].

## Upamiętnienie
Został upamiętniony w kilku eponimach anatomicznych: żyły sercowe najmniejsze nazywane są „żyłami Thebesiusa”, ujścia tych żył – „otworami Thebesiusa”, a zastawka zatoki wieńcowej – „zastawką Thebesiusa”.
W 2012 r. w Jeleniej Górze imieniem Thebesiusa nazwano jedną z ulic.